# Europaplein (Leeuwarden)

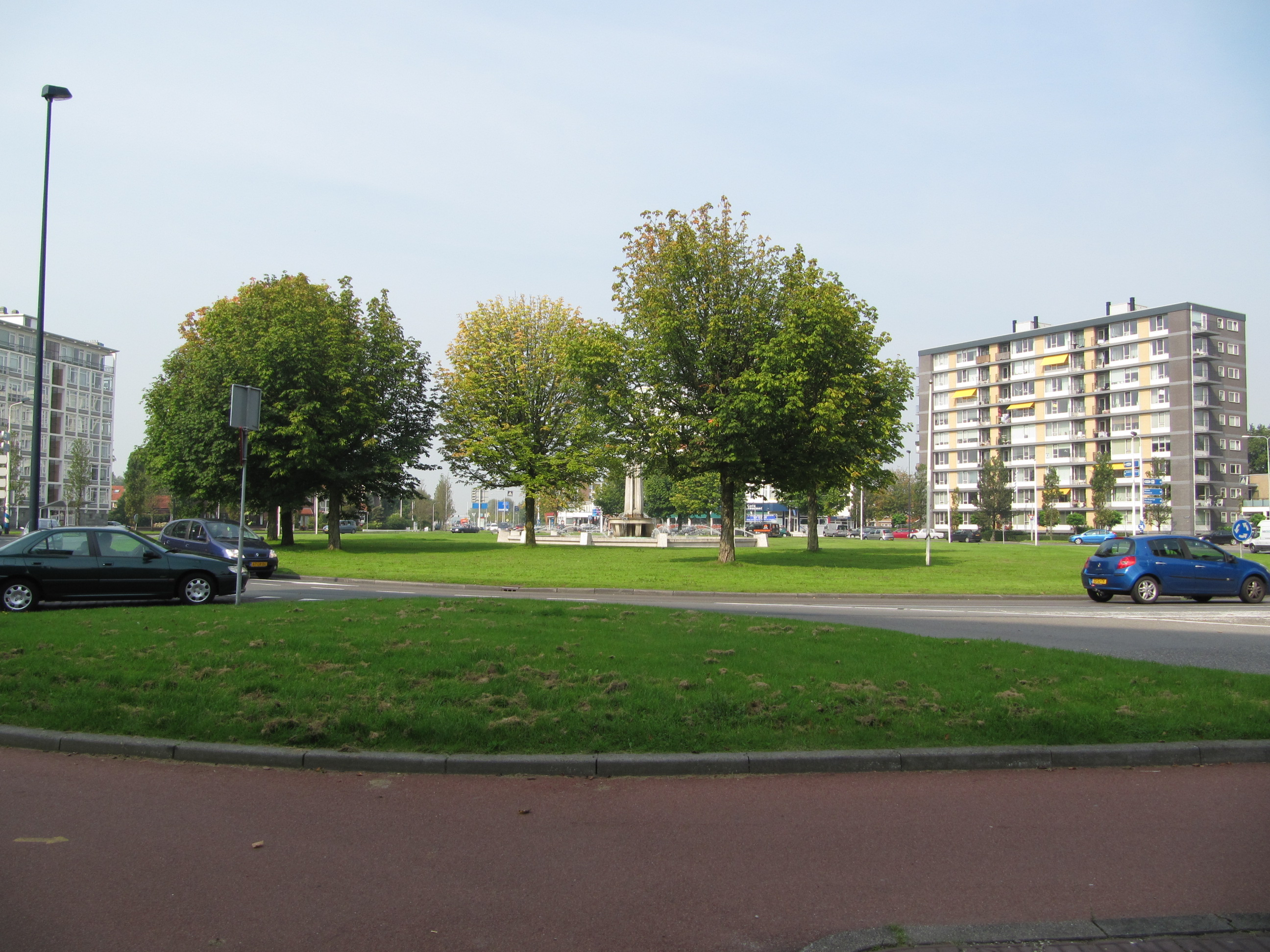
Europaplein in 2011

Het Europaplein is een verkeersplein in Leeuwarden. Deze verbindt middels een rotonde de westelijke uitvalsweg Harlingerstraatweg met de Valeriusstraat (naar de noordkant van de stad) en Heliconweg (naar het zuiden van de stad) die beide deel uitmaken van de Leeuwarder ringweg. Ook de Potgieterstraat, de Corellistraat, de Leeuwerikstraat en de Bildstestraat komen vanuit de omliggende woonwijken op het Europaplein uit en sloten oorspronkelijk aan op de Rotonde. Echter; dat is al tientallen jaren niet meer het geval. Deze straten sluiten nog wel aan op de ventwegen langs de hoogbouw aan het plein.

## Geschiedenis
Het plein werd aangelegd in de jaren 1953-1954. Rondom het plein werd de eerste werkelijke hoogbouw van Leeuwarden aangelegd. De villa Baen's-Ein is hier slachtoffer van geworden, van dit monumentale pand rest niets meer dan de naam die de ter plaatse gebouwde flat aan het begin van de Bildtsestraat gegeven is.
In 1958 werd de naam Harlingerplein, die het destijds had, vervangen door die van Europaplein. Kort daarvoor was door de Raad van Europa een beroep gedaan op gemeenten om een straat of plein Europees te noemen.
Om die reden kreeg het Westerscheldeplein in de Rivierenbuurt in Amsterdam in hetzelfde jaar ook de naam Europaplein.
De verkeerssituatie is in de loop der jaren meermaals veranderd. Zo kreeg, in de jaren 1990, het verkeer op de rotonde voorrang in plaats van het van rechts oprijdende verkeer. Het aantal rijbanen werd daarbij van drie naar twee teruggebracht.
Tussen 2013 en 2017 ging als onderdeel van het stedenbouwkundige project Leeuwarden vrijbaan het verkeersplein op de schop. De grote rotonde werd vervangen door een kleinere, verhoogde turborotonde en een lager gelegen fietsroute met fietstunnels eromheen. Het grasveld dat voorheen op het middenterrein lag is daarmee verdwenen. Langs de fietspaden kwamen aan de buitenzijde van de rotonde groenstroken. Het kunstwerk in het midden werd op een verhoging geplaatst om op dezelfde hoogte als het wegdek te komen.

## Kunstwerken
Op het Europaplein staat een fontein ontworpen door ir. J.E. Wiersma, met een kunstwerk (bronzen vogel) erop van beeldend kunstenaar Chris Fokma.
De fontein is een schenking van de Coöperatieve Zuivelbank ter gelegenheid van het 50-jarig bestaan van die bank. De fontein symboliseert de verbondenheid van de bank met de Friese samenleving. De opbouw en fontein zijn ontworpen door Ir. J.F. Wierda. Na een grondige herontwikkeling van het plein is de fontein weer terug geplaatst op een verhoging te midden van het verkeersplein.

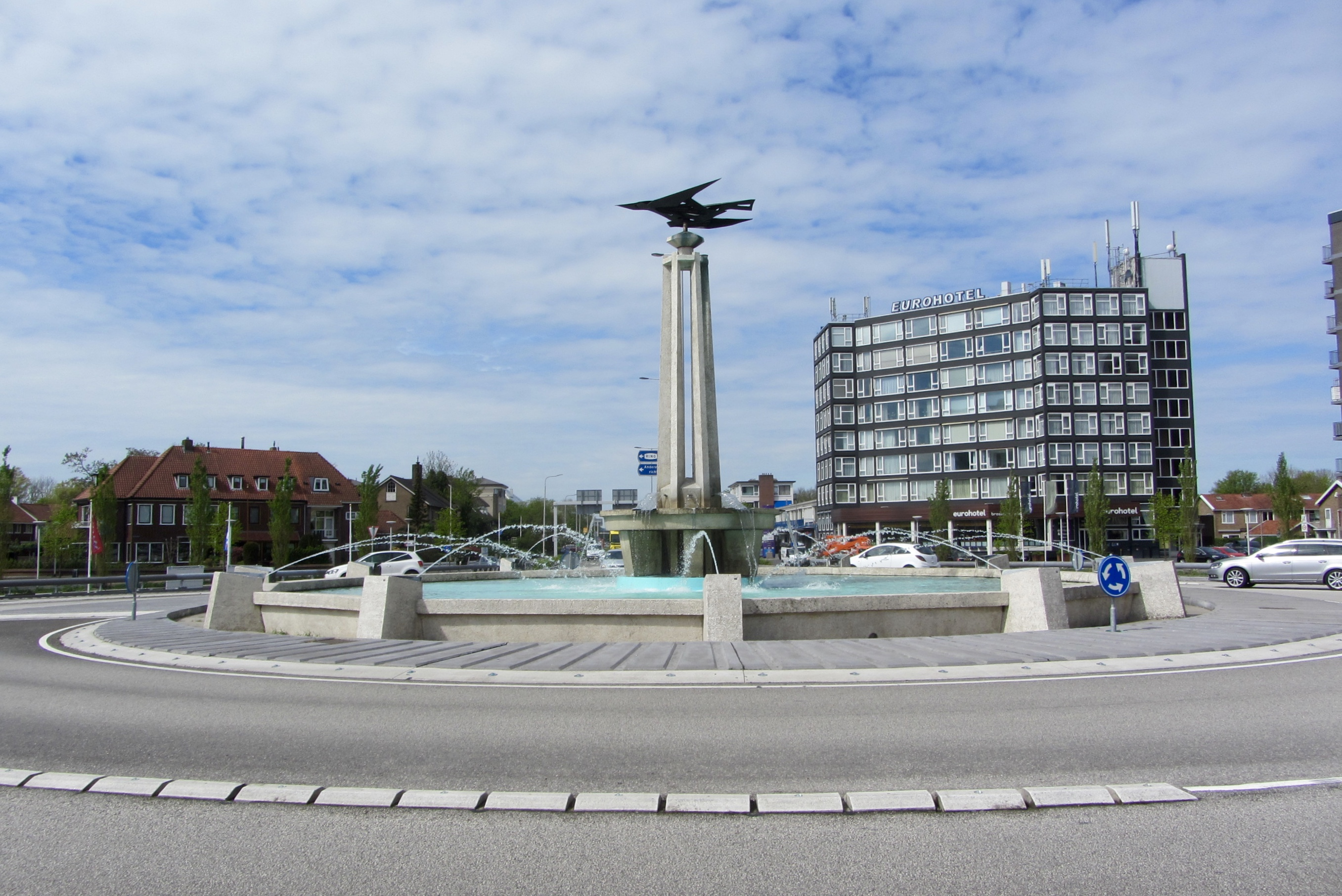
Fontein met vogel
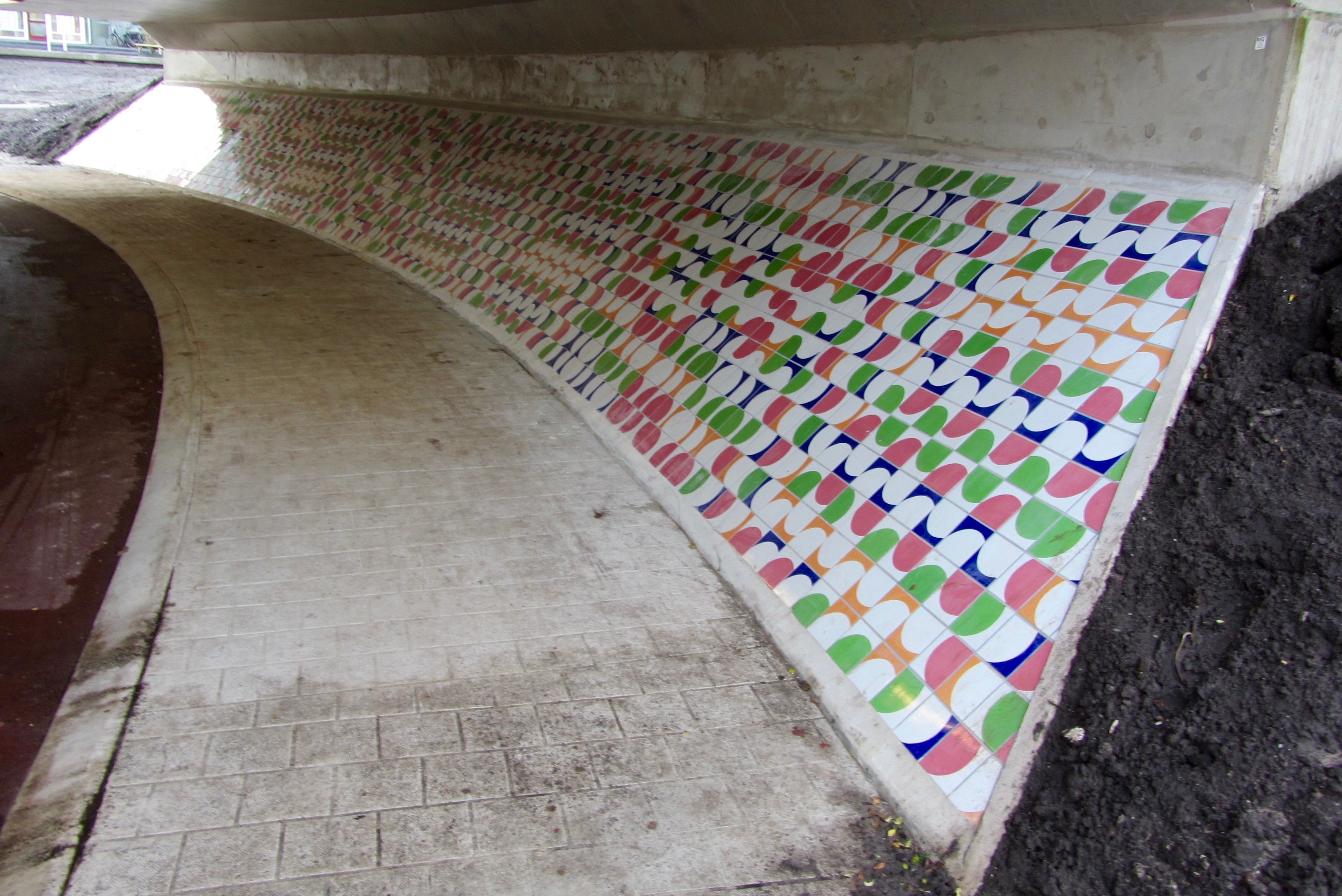
Fietstunnel met kunst